# Nicolás Gatto
Nicolás Alberto Gatto (San Luis, Argentina; 29 de septiembre de 1984) es un exfutbolista argentino que se desempañaba de delantero y su último club fue Club Atlético Juventud Unida Universitario hoy actualmente es entrenador / jugador del Club Deportivo Cultural San Lorenzo de la ciudad de San Luis, Argentina, en la Liga Sanluiseña de Futbol.

## Trayectoria
Comenzó su carrera en el Club Atlético Juventud Unida Universitario, donde hizo todas las divisiones inferiores hasta que llegó a Primera ascendiendo del Torneo Argentino B al A con solo 16 años. Luego de no ser tenido en cuenta, la temporada 2004/05 jugó en Estudiantes de San Luis, luego se trasladó a Atenas a mediados del año 2005. Allí convirtió 120 goles, transformándose en un ídolo sin dudas de la hinchada alba. Su fichaje por
Estudiantes de Río Cuarto resultó una gran sorpresa, y causó mucho enojo en las dos parcialidades, ya que Estudiantes no aceptaba un jugador proveniente del clásico rival.
En 2011 ficha por Unión de Mar del Plata, donde logra convertir una buena cantidad de goles, entre ellos un gol de chilena para clasificar en la Copa Argentina.
En 2012 el club marplatense lo deja en libertad de acción, y vuelve al club que le hizo dar el salto en el fútbol, "Atenas de Río Cuarto". En su vuelta, el 27 de enero, en el Estadio 9 de Julio, debuta contra su anterior equipo Estudiantes, convirtiendo un gol de penal para darle la ventaja parcial al elenco de la "Marconi". A pesar de esto, Estudiantes terminaría con 2 jugadores más en la cancha y daría vuelta el resultado, con goles de Alexis Salazar y Maximiliano Gómez.
En 2013 es fichado por Estudiantes de San Luis para afrontar la segunda rueda del Torneo Argentino B 2012/13 donde se consagró campeón consiguiendo el ascenso al Argentino A siendo el goleador del equipo con 11 tantos.

## Clubes
Actualizado el 8 de diciembre de 2018.
| Club                            | País      | Año             | Partidos | Anotado | Promedio |
| ------------------------------- | --------- | --------------- | -------- | ------- | -------- |
| Juventud Unida Univ.            | Argentina | 2002            | 3        | 1       | 0,33     |
| Sp. Pueyrredón (Villa Mercedes) | Argentina | 2003 - 2004     | 6        | 2       | 0,33     |
| Estudiantes (SL)                | Argentina | 2004            | 4        | 1       | 0,25     |
| Atenas de Río Cuarto            | Argentina | 2005 - 2009     | 104      | 58      | 0,55     |
| Estudiantes de Río Cuarto       | Argentina | 2010 - 2011     | 55       | 27      | 0,49     |
| Unión de Mar del Plata          | Argentina | 2011 - 2012     | 14       | 3       | 0,21     |
| Atenas de Río Cuarto            | Argentina | 2012            | 18       | 9       | 0,50     |
| Estudiantes (SL)                | Argentina | 2013 - 2014     | 60       | 24      | 0,40     |
| Sportivo Patria                 | Argentina | 2015            | 20       | 5       | 0,25     |
| Deportivo Maipú                 | Argentina | 2016            | 12       | 6       | 0,50     |
| Atenas de Río Cuarto            | Argentina | 2016            | 8        | 4       | 0,50     |
| Gutiérrez Sport Club            | Argentina | 2017 - 2018     | 41       | 19      | 0,46     |
| Juventud Unida Univ.            | Argentina | 2018 - Presente | 15       | 1       | 0,06     |
| Total                           |           |                 | 374      | 163     | 0,43     |

## Palmarés
| Título             | Club             | País      | Año     |
| ------------------ | ---------------- | --------- | ------- |
| Torneo Argentino B | Estudiantes (SL) | Argentina | 2012-13 |
| Federal A 2014     | Estudiantes (SL) | Argentina | 2014    |